# Drugi samoanski građanski rat
Drugi samoanski građanski rat je sukob koji je dosegao velike razmjere 1898. kada su Njemačka, Velika Britanija i Sjedinjene Američke Države bili u sporu oko toga tko bi trebao imati kontrolu nad Samoanskim otočnim lancem, koji se nalazi u Južnom Tihom oceanu. Rat je zaključen 1899., SAD je dobio istočni dio otoka, Nijemci su dobili zapadni dio otoka, a Britanci su dobili druge Pacifičke otoke koji su prije pripadali Njemačkoj. Njemački dio je sada nezavisna država (Samoa), a Američki dio dobrovoljno je ostao pod kontrolom američke vlade (Američka Samoa).